# RAR
En informática, RAR (cuyas siglas significan Roshal ARchive en inglés) es un formato de archivo privado, con un algoritmo de compresión sin pérdida utilizado para la compresión de datos y archivado, desarrollado por el ingeniero de software ruso Eugene Roshal.
RAR utiliza un algoritmo de compresión basado en el LZSS que, a su vez, se basaba en el LZ77, de James Storer y Thomas Szymanski (1982). El tamaño del diccionario puede variar entre 64k y 1024 Mb.

## Comparación con otros algoritmos de compresión
El RAR es más lento que el ZIP, pero posee una mayor tasa de compresión. Otra característica de RAR es que posee una mejor redundancia de datos que ZIP. 
Además, este formato permite lo que se conoce como compresión sólida que permite comprimir varios ficheros juntos, de forma que un mismo diccionario se aplica a toda la información, con lo que el nivel de compresión es mayor.